# Фахрудин Кутлуг бег
Фахрудин Кутлуг-бег (умро 1389.) је био други бег Ак Којнулуа, који је владао од 1362-1389. Његово пуно име било је Хаџи Факхр ал-Дин Кутлуг ибн Тур Али-бег. 

## Биографија
Кутлуг је био син и наследник бега Тур-Алија и унук Пелаван бега Бајандура. У младости је провео време на двору Мухамеда Гијаса ал-Дина, бега од Еретне (1352—1366). Године 1352. Кутлуг се оженио Маријом Великом Комнин (Деспина Хатун)), сестром цара Трапезунтског царства, цара Алексија III, као део мировног споразума између Ак Којунлуа и Трапезунта. Око 1363. године, након смрти свог оца, Кутлуг је постао нови бег Ак Којунлуа. Под влашћу Кутлуга, Ак Којунлу се проширио јужно од Ерзинџана. Покушао је да одржи добре односе са Трапезунтом, посетивши град са својом женом 1365. године. Године 1379. послао је свог најстаријег сина Ахмада у Ерзиџан да помогне Мутахартану против војних упада Еретнида под султаном Ала ал-Дин Алијем. Након смрти Ала ал-Дин Алија 1381. године, Кутлуг је подржавао полуаутономне господаре Ерзинџана.

## Савези
Кутлуг - бег је своје главне напоре усмерио на трансформацију племенске заједнице у чвршћу државну формацију. Истовремено је склопио савез са Џалајридским султанатом против племенског савеза Кара Којунлу, који је поражен 1366. Међутим, на крају се посвађао са Џалајридима због њиховог успостављања савеза са државом Кара Којунлу.
Током 1370-их, у савезу са султанатом Џалајрида и Златном хордом, Кутлуг се борио против Кара Којунлуа. Међутим, 1386. године, у бици код Ерзинџана победио га је Кара Мухамед, бег Кара Којунлу. Тада је Кутлуг склопио савез са централноазијским командантом Тамерланом, који је кренуо на Табриз и Азербејџан. Био је у савезу са њим против Џалајрида и Кара Којунлуа. 
1389. Кутлуг је умро под непознатим околностима. Након тога почела је борба за власт између његових синова Османа и Ахмеда, којој се придружио још један брат Пир Али.

## Породица и деца
Деца Кутлуг - бега и Марије су:
- Ахмад[4]
- Пир Али[4]
- Кара Осман[4]
- Хусејн[4]
- неименована ћерка се удала за Салима Догера[4]

## Наслеђе
Кутлуг је проширио границе Ак Којунлуа јужно од Ерзинџана у Дијарбакр. Под његовом владавином се израз „Ак Којунлу“ први пут помиње у Бурхан ал-Дину из Сивасове хронике. Кутлуг - бег је ишао на ходочашће у Меку и добио је титулу "ал-Хаџ". Основао је и џамију у Синиру.